# Roman Kameš
Roman Kameš (* 9. listopadu 1952 Praha, Československo) je současný český akademický malíř, žijící a tvořící převážně v Paříži. Jeho obrazy a kresby jsou nyní nejčastěji inspirovány indickou krajinou.

## Život a dílo
Do Francie Roman Kameš odešel v roce 1973 ilegálně přes Istanbul. V Paříži pak v letech 1973–1977 studoval na École nationale supérieure des beaux-arts v ateliéru malby Gustava Singiera a později zde i pokračoval ve studiu architektury (1977–1982) na Unité pédagogique d’Architecture n°6. V Paříži se v roce 1981 seznámil s básníkem a kolážistou Jiřím Kolářem a spolupracoval s ním na vydávání čtvrtletníku Revue K.
Pro jeho vlastní tvorbu se stala zlomová návšetěva indického Ladaku roku 1992. Od roku 1996 pořádá malířské workshopy v Ladaku, Himar Pradeshi a Tibetu. V malbách temperou a přírodními pigmenty na indický ruční papír zachycuje přírodní cykly, zážitky z putování po horách a ledovcích, přecházení řek nebo setkání s lidmi. Malbu obvykle vrství a pak znovu ubírá, aby odhalil spodní vrstvy.

### Autorské výstavy (výběr)
- ???? Roman Kames: Paintings, Gallery 500 ft², Lake Bluff (Illinois)
- 1986 Roman Kameš, Theater Brett e.V., Vídeň (Wien)
- 1990 Roman Kameš: Malby na papíře, Galerie Studio Opatov, Praha
- 1991 Roman Kameš: Peinture, Galerie Mathieu, Besançon
- 1993 Roman Kames, Free Art, Torino
- 1994 Roman Kameš: Spituk, Galerie Ruce, Praha
- 2001 Roman Kameš: Hory a deště / Mountains and Rains, Oči sněhu - malby dětí z Himalájí / The Eyes Through Which Snow Can See - Himalayan children's Paintings, Galerie Klatovy / Klenová
- 2002 Roman Kameš: Malby z Ladakhu, Okresní vlastivědné muzeum, Havlíčkův Brod
- 2004 Roman Kameš, Lamayuru Monastery
- 2012 Roman Kameš: Indigo, šafrán, monzum, Galerie umění Karlovy Vary, Zámek Klenová, Galerie Belária, Praha 4
- 2013 Roman Kameš: Ladakhi Paintings, Lala´s Café, Léh
- 2014 Roman Kameš: Painting Ladakh, Leh Palace
- 2014 Roman Kameš: Entre soleils et lunes, Pavillon Charles X, Saint-Cyr-sur-Loire
- 2017 Roman Kameš: Milarepa´s target, LAMO center (Ladakh Arts and Media Organisation), Léh